# Samir Seif
Samir Seif (8 giugno 1975) è un ex giocatore di calcio a 5 egiziano.

## Carriera
Come massimo riconoscimento in carriera vanta la partecipazione, con la nazionale egiziana, al FIFA Futsal World Championship 2000 in cui la selezione nordafricana è stata eliminata nel girone del secondo turno comprendente Brasile, Russia e Argentina. Nassef viene selezionato anche al successivo mondiale in cui l'Egitto si ferma al primo turno.